# Черногърба тангара
Черногърбата тангара (Tangara peruviana) е вид птица от семейство Тангарови (Thraupidae). Видът е световно застрашен, със статут Уязвим.

## Разпространение
Видът е разпространен в Бразилия.